# Jasmin Gerat
Jasmin Gerat (née le 25 décembre 1978 à Berlin) est une actrice allemande.

## Biographie
Sa mère est allemande, son père est turc. En 1994, elle remporte le concours d'un magazine pour adolescentes. Un an plus tard, elle finit seconde d'un concours international.
Elle commence à la télévision sur tm3 (de) puis sur Sat.1. Puis, à 18 ans, elle part faire un tour du monde. Elle revient en 1998 sur MTV Germany (de) à côté de Christian Ulmen puis arrête la télévision.
Elle commence sa carrière d'actrice en 1997. Elle obtient son premier rôle dans Caipiranha. Elle joue autant au cinéma qu'à la télévision. En juillet 1998, elle pose dans l'édition allemande de Playboy.
Elle vient au théâtre en 1999 au Théâtre de Düsseldorf puis en 2001 au Théâtre de Hanovre (de). En outre, elle obtient un rôle récurrent dans la série Küstenwache (de). En 2003, elle est remarquée pour son rôle d'une mère qui donne son enfant à l'adoption dans le film Nachtschicht – Vatertag (de). Elle prouve qu'elle peut jouer des rôles plus adultes.
Entre 2005 et 2007, elle participe à la série SOKO Köln.

## Filmographie
- 1997 : First Love – Die große Liebe
- 1998 : SK-Babies (de) – Partyline (série télévisée)
- 1998 : Caipiranha, Vorsicht bissiger Nachbar
- 2000 : Un cœur apprivoisé (TV)
- 2000 : Péché d'amour (TV)
- 2000–2005 : Küstenwache (de) (série télévisée)
- 2000 : I Love You, Baby
- 2001 : Marokko und der beste Mensch der Welt
- 2002 : STF (série télévisée) – Dernier tour (série télévisée)
- 2003 : Der Bulle von Tölz (de) – Strahlende Schönheit (série télévisée)
- 2004 : Zwischen Liebe und Tod (TV)
- 2004 : Nachtschicht (de) – Vatertag (de)
- 2004 : Girls and Sex 2
- 2005 : Die Mandantin (TV)
- 2005–2007 : SOKO Köln (série télévisée, 35 épisodes)
- 2006 : Alerte Cobra – Le choix de Laura (série télévisée)
- 2006 : Mord auf Rezept (TV)
- 2008 : Stolberg – Die zweite Chance
- 2009 : Alerte Cobra - L'effet d'une bombe (série télévisée)
- 2009 : Zweiohrküken (de)
- 2009 : Notruf Hafenkante (de) - Das Greenhorn (série télévisée)
- 2009 : Un cas pour deux - Complot et harcèlement (série télévisée, saison 29, épisode 3)
- 2010 : Parfum d'Afrique (de) (TV)
- 2011 : Kokowääh (titre français : Coq Au Vin)
- 2011 : Tatort – Grabenkämpfe (série télévisée)
- 2011 : Liebeskuss am Bosporus (de) (TV)
- 2011 : Tatort – Das erste Opfer (série télévisée)
- 2012 : Eine Frau verschwindet (de) (TV)
- 2012 : Animalement vôtre (TV)
- 2012 : Mann tut was Mann kann
- 2013 : Kokowääh 2 (de) (titre français : Coq Au Vin2)
- 2013 : Heute bin ich blond
- 2015 : The Team - Jackie Mueller.
- 2016 : Der Kroatien Krimi